# Stegovec
Stegovec je priimek več znanih Slovencev:
- Darinka Likar (r. Stegovec) (1923—2014), bibliotekarka NUK
- Tinca Stegovec (1927—2019), slikarka in grafičarka, Jakopičeva nagrajenka